# Dolmen de Portela da Anta
Mamoa da Portela da Anta
Le dolmen de Portela da Anta est un dolmen situé dans la freguesia d'Albergaria da Serra, sur le territoire de la municipalité d'Arouca (district d'Aveiro, Portugal),. 
Le mot anta est l'équivalent portugais d'« ante » (pilier terminal d'un temple grec ou romain), mais il est aussi employé pour désigner les pierres d'un dolmen ou le dolmen lui-même. Le mot mamoa (pt) est utilisé dans le nord-ouest de la péninsule Ibérique pour désigner les tumulus funéraires caractéristiques du Néolithique.
Le dolmen a été classé Immeuble d'intérêt public (Catégorie IIP).

## Description
Le monument mégalithique (tumulus, mamoa en portugais) mesure environ 35 m de diamètre, renfermant les vestiges d'un dolmen à couloir, dont les travaux archéologiques ont révélé un curieux cercle lithique, vraisemblablement à fonction rituelle. À l'est, on a également identifié un atrium qui s'ouvre devant le couloir de la chambre, délimité par un muret, dont l'interprétation affecte également son caractère cérémoniel. L'édifice date de la fin du IVe siècle av. J.-C..
Les vestiges archéologiques issus de la fouille se composent essentiellement de quelques dizaines de fragments de céramique, d'outils en pierre taillée (pointes de flèche et lames de silex) et d'un petit poinçon en cuivre, suggérant que la phase finale d'utilisation de ce monument fut l'âge du bronze.

## Galerie

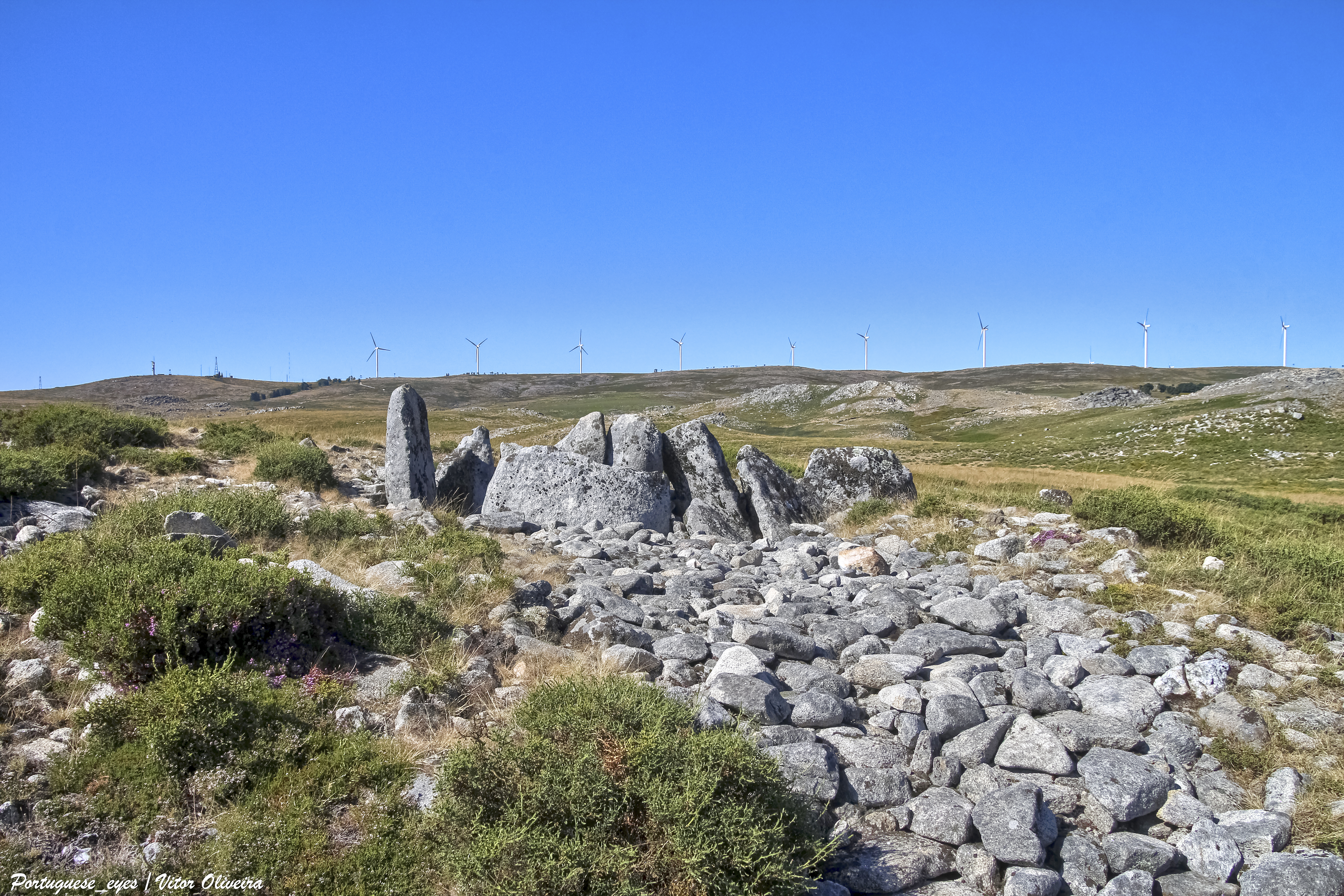
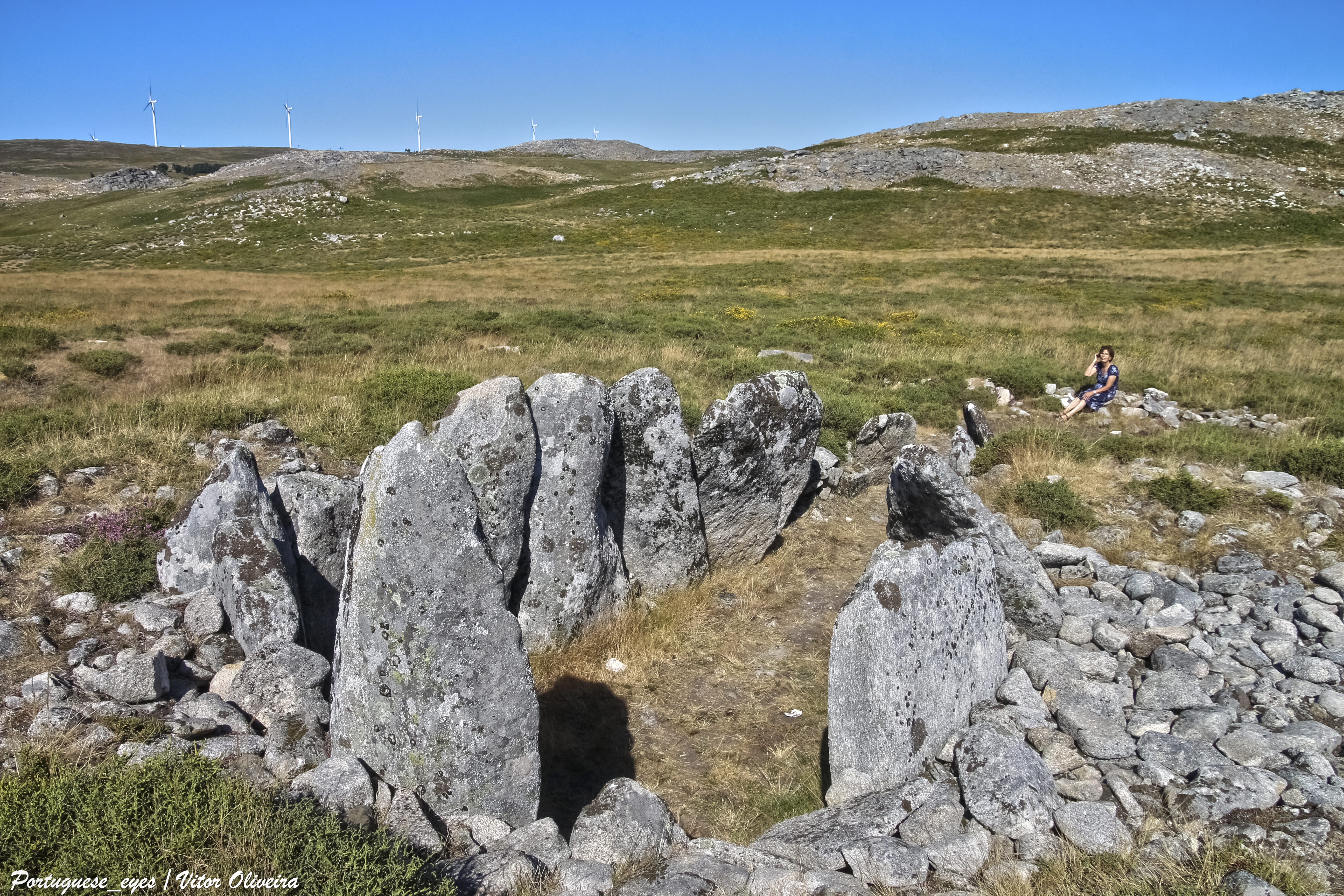